# David Pauley
David Wayne Pauley (né le 17 juin 1983 à Longmont, Colorado, États-Unis) est un lanceur droitier de la Ligue majeure de baseball.

## Carrière

### Red Sox de Boston
David Pauley est drafté en huitième ronde par les Padres de San Diego en 2001. En décembre 2004, alors qu'il n'a joué qu'en ligues mineures, le jeune lanceur est échangé aux Red Sox de Boston. C'est avec ces derniers qu'il débute dans les majeures le 31 mai 2006.
Pauley joue un total de neuf parties dans l'uniforme des Red Sox, trois lors de la saison 2006 et six en 2008, passant le reste du temps dans les mineures. En janvier 2009, les Sox le transfèrent aux Orioles de Baltimore, mais il ne portera jamais les couleurs de l'équipe. En décembre 2009, Pauley signe comme agent libre avec les Mariners de Seattle.

### Mariners de Seattle
En 2010, Pauley est utilisé surtout comme lanceur partant, amorçant 15 parties pour Seattle. Il effectue de plus quatre sorties en relève. Le 13 août à Cleveland face aux Indians, il est crédité d'une victoire pour la première fois depuis son entrée dans le baseball majeur. Il termine la saison avec un dossier victoires-défaites de 4-9, avec une moyenne de points mérités de 4,07 en 90 manches et deux tiers au monticule.

### Tigers de Détroit
Le 30 juillet 2011, Pauley et son coéquipier lanceur Doug Fister sont échangés aux Tigers de Detroit en retour des lanceurs Charlie Furbush et Chance Ruffin, du voltigeur Casper Wells, et du joueur de troisième but des ligues mineures Francisco Martinez. Il perd deux matchs avec Detroit et sa moyenne de points mérités s'élève à 5,95 en 14 parties. Il termine la saison avec une moyenne de 3,16 en 74 manches lancées et 53 partis jouées au total pour les Mariners et les Tigers. 
Il amorce le camp d'entraînement de 2012 avec les Tigers mais est libéré le 12 mars.

### Angels de Los Angeles
Libéré par les Tigers, Pauley se joint aux Angels de Los Angeles d'Anaheim le 23 mars 2012. Il ne lance que 5 parties pour les Angels, encaissant une défaite.

### Blue Jays de Toronto
Pauley est réclamé au ballottage par les Blue Jays de Toronto le 20 juin 2012. Il apparaît dans 5 parties et affiche une moyenne de points mérités de 9,95 en six manches et un tiers au monticule. Il redevient agent libre le 6 juillet. Le 12 juillet, il signe un contrat avec son ancienne équipe, Seattle.